# جورج إي. ريتشاردز
جورج إي. ريتشاردز (بالإنجليزية: George E. Richards)‏ هو لاعب كرة مضرب أمريكي، ولد في 1921 في مونتيبيلو في الولايات المتحدة، وتوفي في 1992 في روسمور في الولايات المتحدة.